# Конгресс еврейских женщин

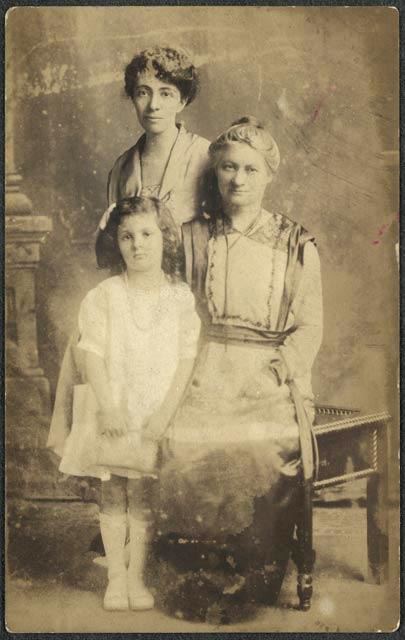
Хана Соломон

Конгресс еврейских женщин впервые состоялся в 1893 году во время Всемирной выставки в городе Чикаго (проходил с 4 по 8 сентября включительно). На первом Конгрессе еврейских женщин присутствовали 93 делегатки из 29 городов (в основном Соединённых Штатов Америки).
Конгресс был организован феминисткой Ханой Соломон (англ. Hannah Greenebaum Solomon; 1858—1942), как председательницей, Садией Американ — издававшей журнал «Общества еврейских женщин в Америке» (выполняла функции секретаря), и комитетом из 25 женщин представительниц различных еврейских общин.
На нем всесторонне рассматривался вопрос о положении еврейских женщин и был создан National Council of Jewish Women в качестве постоянного органа, стоящего на страже интересов американских евреек.
В честь Первого Конгресса еврейских женщин был выпущен сборник «Collection of traditional jewish melodies», в котором приняли участие канторы Спаргер и Кайзер, а предисловие написал Сайрус Адлер — будущий президент Еврейской теологической семинарии Америки (JTSA).